# Bellardiella fabula
Bellardiella fabula is een slakkensoort uit de familie van de Pupinidae. De wetenschappelijke naam van de soort werd voor het eerst geldig gepubliceerd in 1963 door Benthem-Jutting.